# مونتگومری، پویس
مونتگومری (به انگلیسی: Montgomery) یک شهرک در ولز است که در پویس واقع شده‌است. مونتگومری ۱٬۲۹۵ نفر جمعیت دارد.

## نگارخانه

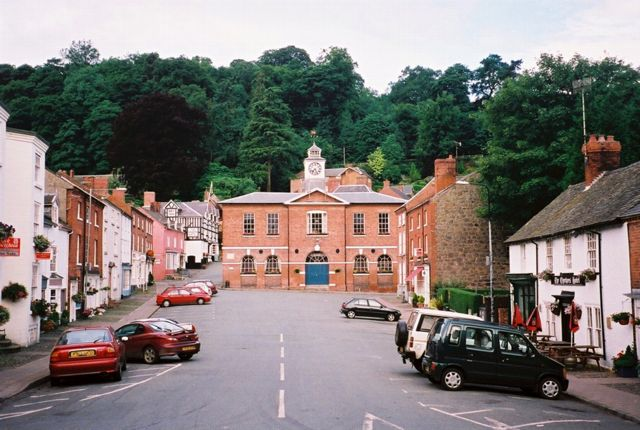
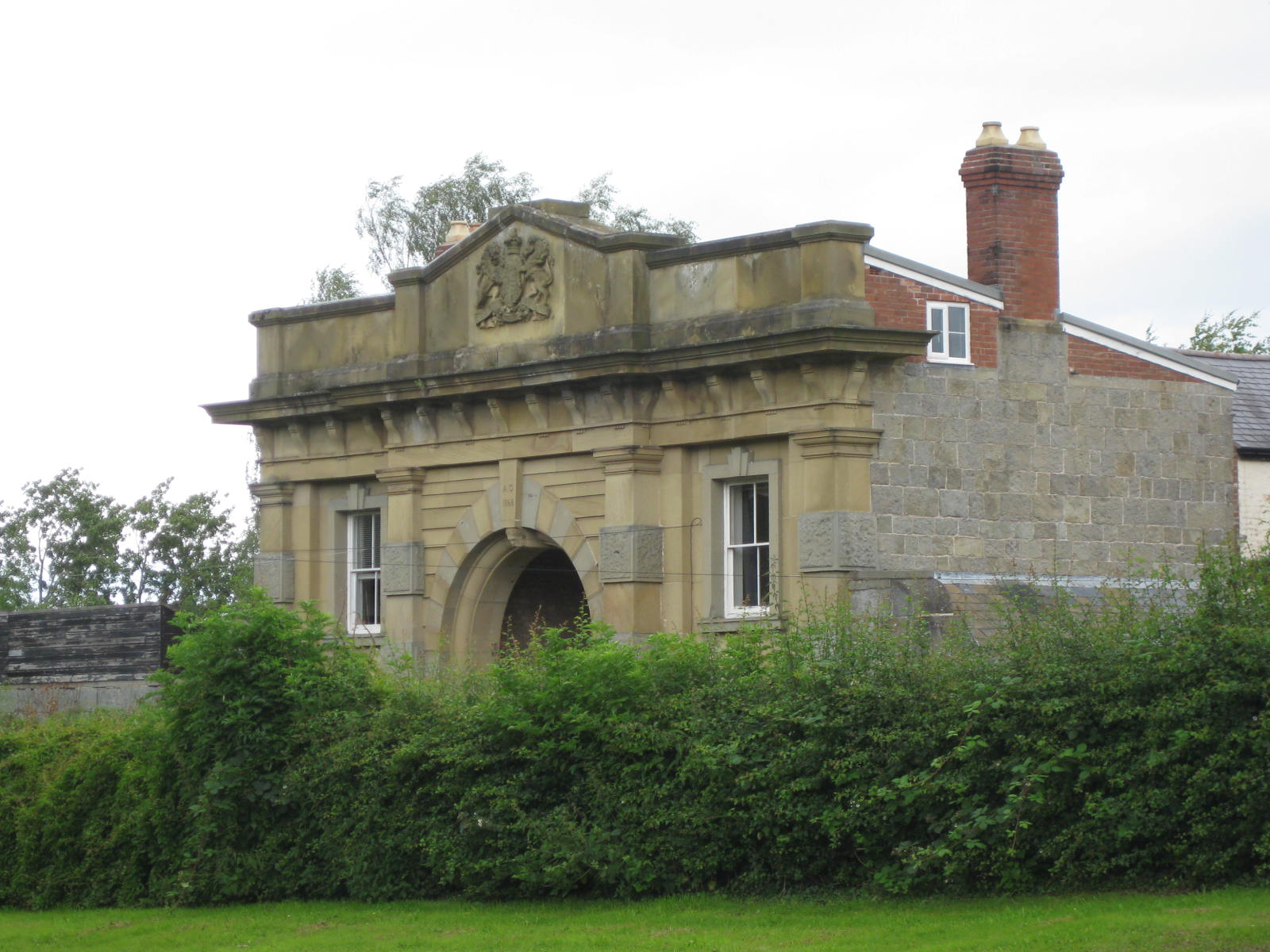